# Il regno di Tulipatan
Il regno di Tulipatan (His Royal Slyness) è un cortometraggio muto del 1920 diretto da Hal Roach. Il film, di genere comico, fu interpretato da Harold Lloyd, Snub Pollard, Mildred Davis.

## Trama
Un venditore di libri (Lloyd) viene convinto ad andare al regno di Thermosa al posto del vero principe, a lui uguale (Gaylord Lloyd), in quanto quest'ultimo non vuole sposarsi con la principessa del regno, perché ha già un'amante (Marie Mosquini). Il falso principe viene accolto dalla rivolta dei contadini prima che il vero principe si presenti a reclamare il suo trono e la sua principessa dopo che la sua amante lo aveva scacciato dopo un litigio. La rivoluzione ha successo e l'americano è eletto presidente della nuova repubblica; al contempo si fidanza con la principessa (Mildred Davis).